# Morón (Venezuela)
Morón ist eine Stadt im Norden Venezuelas. 
Die Stadt befindet sich im Bundesstaat Carabobo in der Nähe der Karibikküste und ist Hauptstadt des Bezirks (Municipio) Juan José Mora.
Die Einwohnerzahl Moróns beträgt laut letzter Volkszählung (2001) 48.000. 

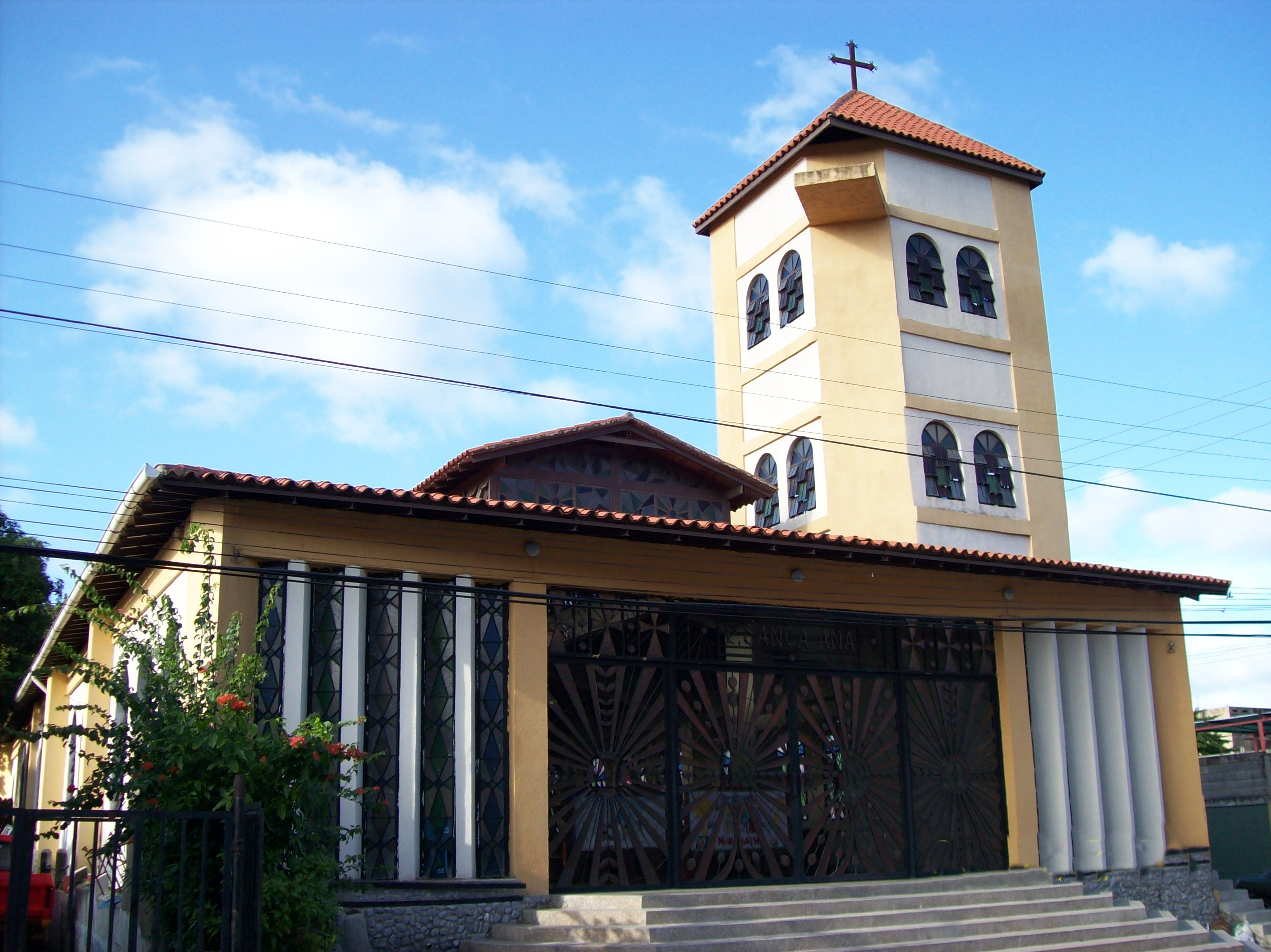
Iglesia Santa Ana de Morón.

Die Stadt wurde schon im 17. Jahrhundert in den Kirchenregistern vermeldet. Viele Sklaven aus anderen Regionen Venezuelas haben während der Kolonialzeiten Zuflucht in dieser Gegend gefunden. Deswegen ist die Bevölkerung heute besonders von Afroamerikanern geprägt.
Die Region expandierte in den 1950er-Jahren, als das Erdölraffineriekomplex El Palito in der Nähe gegründet wurde. Eine wichtige Straße, die Puerto Cabello mit Coro verbindet, verläuft in der Nähe.
Koordinaten: 10° 29′ N, 68° 12′ W